# Universal War One
Universal War One ist ein frankobelgischer Science-Fiction-Comic von Denis Bajram. Die in sechs Alben abgeschlossene Geschichte ist den Sub-Genres Military-Science-Fiction und Hard Science-Fiction zuzuordnen, womit gemeint ist, dass die wissenschaftliche Basis der Geschichte vorwiegend auf technische und naturwissenschaftliche Teilgebiete beruht. Insbesondere Aspekte der Quantenmechanik sind gemeinverständlich eingebettet.

## Inhalt
Die Handlung dreht sich zunächst um die Menschheit des Jahres 2098, die bei der Kolonisierung des Sonnensystems auf eine riesige schwarze „Mauer“ trifft, welche das weitere Vordringen von Raumschiffen bis zum Planeten Uranus verhindert. Die Mitglieder einer aus Verbrechern bestehenden Straf-Schwadron untersuchen für die Vereinten Erdstreitkräfte dieses Phänomen und geraten in einen unglaublichen Strudel aus Raum und Zeit. Vergangenheit, Gegenwart und Zukunft verbinden sich miteinander.
Im weiteren Handlungsverlauf werden die Ringe des Planeten Saturn zerstört, der Planet Uranus wird in zwei Hälften gespalten und der Erde droht das gleiche Schicksal. Milliarden Menschen verlieren im Laufe der Handlung ihr Leben. Es stellt sich bis zur letzten Seite die Frage, ob der Menschheit die Kolonisierung des Universums gelingt oder ob sie in ihrem eigenen Sonnensystem untergeht.

## Veröffentlichung
Denis Bajram entwickelte ein erstes Konzept der Serie für Delcourt, noch unter dem Titel L'Arche, das aber nicht realisiert wurde. Der französische Verlag Soleil Productions brachte die sechs Bände von 1998 bis 2006 heraus. Die Terroranschläge am 11. September 2001 überraschten Bajram bei der Fertigstellung des vierten Albums, welches teilweise ein New York des Jahres 2098 zum Schauplatz hat. Er entschloss sich dennoch, die von ihm in einigen Panels abgebildeten Türme des World Trade Centers nicht nachträglich zu entfernen. Die Ereignisse, sowie der in einem Internetforum erhobene Vorwurf, der Comic wäre tendenziell reaktionär, blockierten Bajram allerdings als Künstler. Er arbeitete daraufhin anderthalb Jahre als Computerprogrammierer. Zwischen dem Erscheinen von Band 4 und 5 vergingen fast drei Jahre.
Der kurz zuvor erneut gegründete Splitter Verlag veröffentlichte die Serie in Deutschland von 2006 bis 2008. 2010 brachte er im Zuge des Gratis-Comic-Tags den ersten Band erneut, vollumfänglich aber verkleinert und als Heft heraus.
In USA wurde Universal War One vom Großverlag Marvel lizenziert. Der Comic wurde zunächst im Heftform, ähnlich der Gratis-Comic-Tag-Ausgabe, herausgegeben. Dabei teilte man die Serien in zwei „dreiteiligen Miniserien“ (obwohl handlungstechnisch kein Bruch in der Mitte feststellbar ist): als Universal War One 2008 sowie Universal War One: Revelations 2009. Beide Teile wurden jeweils 2009 auch als Buch veröffentlicht.

## Fortsetzung
Im September 2013 erschien beim belgischen Verlag Casterman Le Temps du désert, der erste Band der ebenfalls auf sechs Bände angelegten Nachfolgeserie Universal War Two. Zwei Monate später erschien dieser Band auch auf Deutsch, erneut bei Splitter.

## Kritik
Klaus N. Frick, der Chefredakteur der Romanheftreihe Perry Rhodan, zeigte sich begeistert von der Reihe, die ihn erst in ihrer Gesamtheit zeichnerisch wie textlich wirklich überzeugte. „Beeindruckend ist, wie Denis Bajram - verantwortlich für Zeichnungen und Text - die Handlung vorantreibt, wie er seine Hauptfiguren von einem Problem ins nächste schubst und wie er es hinbekommt, sie charakterlich immer weiter zu entwickeln, ohne dass sie sich im Kern verändern.“
Gerade in der Charaktertiefe der Figuren sieht Stefan Pannor hingegen die größte Schwäche. „Zu keinem Zeitpunkt werden die Hauptfiguren für den Leser plastisch, ihr Innenleben begreifbar.“ Obwohl die Geschichte „angemessen komplex“, der „naturwissenschaftliche Hintergrund [...] akkurat, knapp und präzise, für den Laien nachvollziehbar“ ist, ist ihm der Tod der lediglich als funktional empfundenen Figuren egal. Zudem missfällt ihm das Rahmenmotiv der Erzählung, die fiktive „Bibel von Kanaan“, welches seiner Meinung nach „außerhalb der Narration unklar [bleibt], dem Werk keine zusätzliche Ebene [verleiht]“. Man muss hier jedoch einräumen, dass er lediglich die ersten vier Bände rezensiert hat, Bajram selbst im Interview meint: „In UW1 erfährt man auf der allerletzten Seite, was es mit der Bibel von Kanaan auf sich hat. Das ist nicht nur oberflächliches Dekors zur Stimmungsmache, sondern der ultimative Puzzlestein in der Geschichte.“

## Bände
- Genesis (Bd. 1), Splitter, Bielefeld 2006, ISBN 978-3-939823-12-4.
- Die Frucht der Erkenntnis (Bd. 2), Splitter, Bielefeld 2007, ISBN 978-3-939823-13-1.
- Kain und Abel (Bd. 3), Splitter, Bielefeld 2007, ISBN 978-3-939823-14-8.
- Die Sintflut (Bd. 4), Splitter, Bielefeld 2007, ISBN 978-3-939823-15-5.
- Babel (Bd. 5), Splitter, Bielefeld 2007, ISBN 978-3-939823-16-2.
- Der Patriarch (Bd. 6), Splitter, Bielefeld 2008, ISBN 978-3-939823-17-9.

## Nachweise
1. 1 2 3  Christian Marmonnier: Denis Bajram, ganz privat. Splashpages, 8. Februar 2008, abgerufen am 1. Dezember 2013 (Interview).
2. 1 2  Universal War One. Bedetheque, abgerufen am 1. Dezember 2013 (französisch).
3. ↑  Denis Bajram: Universal War One. 2. Auflage. Band 4: Die Sintflut. Splitter Verlag GmbH & Co. KG, Bielefeld 2007, ISBN 978-3-939823-15-5, S. 2 (französisch: Universal War One: Le déluge. Übersetzt von Tanja Krämling).
4. ↑  Universal War One. Deutscher Comic Guide, abgerufen am 1. Dezember 2013.
5. ↑  Universal War One. Gratis Comic Tag 2010. Deutscher Comic Guide, abgerufen am 1. Dezember 2013.
6. ↑  Universal War One. ComicBookDB, abgerufen am 1. Dezember 2013 (englisch).
7. ↑  Universal War One: Revelations. ComicBookDB, abgerufen am 1. Dezember 2013 (englisch).
8. ↑  Universal War Two. Le Temps du désert. Casterman, abgerufen am 1. Dezember 2013 (französisch).
9. ↑  Universal War Two. Deutscher Comic Guide, abgerufen am 1. Dezember 2013.
10. ↑  Klaus N. Frick: Die Redaktion empfiehlt: Space-Opera auf höchstem Niveau. Pabel-Moewig Verlag GmbH, 30. Juli 2009, archiviert vom Original am 2. August 2009; abgerufen am 1. Dezember 2013.
11. ↑  Stefan Pannor: Sonntagslektüre (05): ‘Universal War One’. 25. Mai 2009, abgerufen am 1. Dezember 2013.